# Tatra 625
Tatra 625 byl projekt nástupce limuzíny Tatra 613 z 80. let 20. století, který nebyl realizován.

## Historie
Projekt Tatry 625, nástupce Tatry 613, vznikl v 80. letech 20. století. Starší Tatry 613 se vyráběly od roku 1974 a po téměř deseti letech nezměněné výroby nastala potřeba modernizace. V roce 1983 tak začala práce na projektu. Na projektu spolupracoval například konstruktér Jiří Drvota, který nakreslil původní designový návrh vozu. Některé konstrukční problémy měl vůz společné s MTX Tatrou V8, na které pracoval Václav Král, a tak je řešili spolu. Zatímco Drvota například vyvíjel chlazení motoru pro obě auta, Václav Král na oplátku navrhl design pozdější karoserie s motorem vzadu pro vůz Tatra 625. Další karosérii nakreslil například Jiří Španihel.
Během projektu byly vytvořeny nákresy a makety v měřítku 1:5 a několik variant karosérií. Po letech vývoje byl ale projekt několik měsíců před listopadem 1989 pozastaven kvůli nedostatku peněz při vleklém vývoji a Tatra už se k němu kvůli starostem s polistopadovými změnami trhu nevrátila. Nástupcem Tatry 613 se tak stal až v roce 1995 model Tatra 700, který byl vlastně jen důkladným faceliftem. Ten v roce 1999 uzavřel tradici výroby osobních automobilů Tatra vzniklou v roce 1897 vozem NW Präsident.

## Určení a výbava vozu
Nový vůz měl najít širší využití než jeho předchůdce a roční výroba tak s ním měla stoupnout z 500 kusů na 2000. Využití měl najít například u taxislužby. Rozvor měl mít 285 cm a délku 490 cm, čímž se podobal například pozdější Škodě Superb. Pohon měl zajišťovat zcela nový motor, osmiválec T625. Motor měl mít stejně jako předchozí V8 objem 3,5 litru, s konstrukční kapacitou zvětšit ho až na 4,3 litru, byl ale chlazený vodou místo vzduchu, byl tišší a lehčí. Oproti předchozímu motoru měl rozvod DOHC a vyšší výkon – 197 koní a 320 Nm. Měl čtyři ventily na válec, chlazení oleje a variabilní sání.
Výkon vpředu umístěného motoru měl být původně podle zadání přenášen na zadní kola, čili mělo jít o klasickou koncepci,  ale v průběhu projektování autoři zjistili, že trakce by nebyla dostatečná, a přehodnotili tak pohon na 4x4. Ten ale zase přinášel příliš vysoké náklady, proto se autoři vrátili ke koncepci předchůdce, motoru vzadu a pohonu zadních kol.

## Srovnání s konkurencí
V době ukončení projektu měla konkurence v podobě BMW nebo Mercedesu-Benz mnoho bezpečnostních i luxusních prvků navíc. Tatra měla i inovativní prvky jako třeba palivovou nádrž pod předními sedadly kvůli lepšímu rozložení hmotnosti, ale celkově na konkurenci nemohla stačit. Nástupcem Tatry 613 se nakonec stal až její důkladný facelift Tatra 700 z roku 1995, který měl ale ještě méně konkurenčního potenciálu, než inovativní projekt Tatry 625, navíc přišel v době, kdy konkurence stihla přidat ještě další náskok, čili v porovnání s konkurencí neuspěl a vyrobilo se ho celkově jen 72 kusů.